# カラバルソン地方

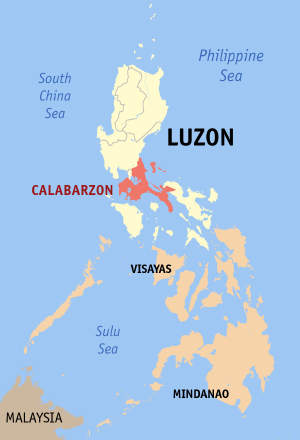

カラバルソン地方（カラバルソンちほう、CALABARZON, Region IV-A）は、フィリピン北部の地方である。首都マニラの東部から南部にかけての地域である。もともとは南タガログ地方（Southern Tagalog, Region IV）として南西に広がるミマロパ地方（MIMAROPA, Region IV-B）と1つであったが、2002年5月22日に2つに分割されて、それぞれの州の頭文字をとってこの名称になった。この地方の中心都市はカラバルソン地方には含まないがマニラ首都圏のケソンである。

## 州
- バタンガス州
- カヴィテ州
- ラグナ州
- ケソン州
- リサール州